# Sumitomo Metal Industries
Sumitomo Metal Industries (яп. 住友金属工業株式会社) — японська компанія чорної металургії. Основними напрямками роботи компанії є виробництво листового металу та стальних труб, у тому числі великого діаметра. Штаб-квартира компанії розташовується в Осаці, Японія. Входить до кейрецу Sumitomo Group.

## Історія
Історія компанії починається в 1897 році зі створення в Осаці мідеплавильного заводу. В 1901 також в Осаці було відкрито сталеплавильне виробництво.
В 1912 на мідному заводі було виробництво сталевих труб. Це підприємство було першим в Японії, яке налагодило випуск холоднокатаних сталевих безшовних труб. В 1935 виробництво міді виводиться в окрему структуру.
В 1945 Sumitomo Metal Industries, Ltd. перейменовано в Fuso Metal Industries, Ltd.
З 1949 компанія виходить на фондові біржі Токіо, Осаки і Нагої.
В 1952 компанії повертається колишнє ім'я — Sumitomo Metal Industries, Ltd.
У 1950-60-х роках компанія створює ряд дочірніх підприємств для випуску непрофільної продукції: листова мідь і алюміній, авіазапчастини, також створюється відокремлений інженерний підрозділ (1977).
В 1993 компанія об'єднується з Nippon Stainless Steel Co., Ltd. У 1998 році відбувається об'єднання з Sumitomo Sitix Corporation.
В 2003 створюється спільне підприємство з Nippon Steel.
У червні 2007 компанія запускає власну ТЕЦ. Потужність станції склала 507000 кВт, інвестиції — 57 млрд японських єн.

## Компанія сьогодні
Асортимент продукції за час існування компанії істотно розширився: сталевий лист, різноманітні металоконструкції, сталеві труби, дроти, штамповані деталі для автомобільного та залізничного транспорту, сталеві заготовки і сляби, чавун, титанові вироби; різні електронні модулі; оренда і продаж нерухомості; випробування матеріалів і виробів; інжиніринг.
В 2007 виробництво чавуну склало 13,3 млн тонн, сирої сталі — 13,6 млн тонн.
Основним постачальником сировини для компанії є Австралія (64,1% залізної руди і 71,9% вугілля).

## Забруднення навколишнього середовища
Чорна металургія традиційно вважається екологічно «брудною» галуззю економіки. У 2007 році сумарні викиди CO2 компанією склали 26,6 т. Для порівняння в 1990 році викиди CO2 становили 27,6 т. Проте, якщо вести розрахунок викидів CO2 на мільйон тонн виплавленої сирої сталі, то вони скоротилися за той же період з 2,44 до 1,45 т.
Також необхідно відзначити, що компанія переробляє 98% відходів виробництва.

## Власники
Основні акціонери компанії:
- Sumitomo Group — 9,88%
- Nippon Steel — 9,74%
- Japan Trustee Services Bank, Ltd. — 4,31%
- The Master Trust Bank of Japan, Ltd. — 3,35%
- Kobe Steel, Ltd — 2,43%
- Sumitomo Mitsui Banking Corporation — 1,95%
- Nippon Life Insurance Company — 1,92%
- Mitsui Sumitomo Insurance Co., Ltd. — 1,47%
- Sumitomo Trust and Banking Co., Ltd. — 1,29%
- Sumitomo Life Insurance — 1,11%